# علم الآثار الإثنوغرافي
علم الآثار الاجتماعي أو علم الآثار الإثنوغرافي أو الإسانة العِرْقانية هي دراسة إثنوغرافية للشعوب لأسباب آثارية، عادة من خلال دراسة البقايا المادية للمجتمع. يساعد علم الآثار الإثنوغرافي الآثاريين في إعادة بناء أنماط الحياة القديمة من خلال دراسة التقاليد المادية وغير المادية للمجتمعات الحديثة، وكذلك تساعد الاثنواركيولوجيا في فهم الطريقة التي تم بها صنع الأشياء والغرض الذي تتستخدم من أجله. يمكن لعلماء الآثار بعد ذلك أن يستنتجوا أن المجتمعات القديمة استخدمت نفس التقنيات التي يستخدمها نظرائهم المعاصرون في ظل مجموعة مماثلة من الظروف البيئية.
أحد الأمثلة الجيدة للاثنواركيولوجيا هو مثال هايدن Brian Hayden، الذي قام فريقه بفحص تصنيع الرحى في أمريكا الوسطى، ما وفر تصورًا مفيدًا في طريقة تصنيع رحى في فترة ما قبل التاريخ. ركزت العديد من الدراسات الأخرى على تصنيع واستخدام الفخار واالعمارة والأغذية والألياف وأنواع أخرى من المواد الثقافية. في أفضل الحالات، تضمنت هذه الدراسات العمل الميداني الإثنوغرافي طويل المدى.

## الأصل والتطور
على الرغم من أن علماء الآثار استخدموا الإثنوغرافيا منذ فترة طويلة لإقامة المماثلات مع الماضي، إلا أن البيانات الإثنوغرافية لا يجري جمعها مع وضع الأهداف الآثارية في الاعتبار. طورت الاثنواركيولوجيا كاستجابة للشعور بين علماء الآثار بأن علم الإثنوغرافيا لم يجيب بشكل كاف على أسئلة البحث الخاصة بهم.
ذكر عالم الآثار الأمريكي فيوكس Jesse Walter Fewkes لأول مرة «آثاري-اثني» في عام 1900، وشجع علماء الآثار على القيام بعملهم الميداني الإثنوغرافي الخاص بهم. لم يظهر القبول الواسع للاثنواركيولوجيا كاختصاص فرعي حقيقي لعلم الآثار حتى أواخر الخمسينات والستينات، لما بدأ علماء الآثار في استكشاف التطبيقات العلمية المختلفة التي قد توفرها.
صارت الاثنواركيولوجيا اليوم ممارسة بحثية مقبولة على نطاق واسع، مع تحديد عدد قليل من علماء الآثار على أنهم «اثنواركيولوجيون» بدلاً من مجرد «علماء الآثار».

## مماثلة
المماثلة في علم الآثار، في الأساس، هي تطبيق السلوك الملاحظ على السلوك غير الملاحظ. ربما تكون واحدة من أكثر أدوات البحث استخدامًا في التفسير الآثاري. يمكن إقامة المماثلات بشكل أفضل بين تلك الثقافات التي تشترك في بيئات متشابهة. والأهم من ذلك، يجب أن تتفاعل هذه الثقافات مع مواطنها بطرق قابلة للمقارنة مع بعضها البعض.
من المهم أن يبقى حاضرًا في الذهن أن المماثلة يمكن أن توفر أدلة فقط وليس إجابات صحيحة ونهائية على أسئلة البحث. لهذا السبب، يدعو مكول G.S. McCall إلى نظرة مقارنة للتحليل في دراسته العبر ثقافية لاستخدام الأدوات الحجرية عند الغامو Gamo والكنسو Konso في جنوب ووسط إثيوبيا، والتشوكشي السيبيريين، وجماعات مرتفعات غينيا الجديدة، ومايا المرتفعات في غواتيمالا والمكسيك، وجماعات وسط وشمال والمناطق القاحلة الغربية من أستراليا، وتجمبا Tjmba في شمال ناميبيا، وجماعة إكستا Xeta في الأمازون.

### مماثلة شكلية
إجراء المماثلة الشكلية مبني على أفتراضات، كما يصف بول لين Paul Lane «نظرًا لأن شيئين أو سياقين يشتركان في هيئة أو شكل متشابه، فمن المحتمل أن يشتركان في خصائص أخرى كذلك، عادة ما تكون للوظيفة».  إحدى القضايا الرئيسية في هذا النهج هي أنه غالبًا ما جرى استخدام هذه الأشياء أو السياقات التي بدت متشابهة في البداية لأغراض مختلفة جدًا أو كانت لها وظائف مختلفة. وربما صنعت الأشياء المتشالهة بشكل مختلف، وإن كان هذا احتمالًا ضعيفًا. في دراسة عام 1971، قارن غولد Gould وفريقه زاوية استعمال مكاشط كوينا الموستيرية ومكاشط السكان الأصليين في الصحراء الغربية الحديثة ووجدوا أن زوايا الموستيرية أكثر حدة. علل غولد ذلك بأن السكان الأصليين في الصحراء الغربية قاموا بتشذيب المكاشط أكثر الإنسانيات في الموستيرية. غولد وآخرون. خلص إلى أن هذه الطريقة الإثنوغرافية في دراسة استخدام الأداة للمقارنة يمكن استخدامها لتحديد لماذ استخدامت أي الأدوات.

### مماثلة علائقية
المماثلة العلائقية Relational عكس المماثلة الشكلية. بدلاً من مجرد استخلاص النتائج من الهيئة، يجب على المرء أن يثبت العلاقة، ويدرس جانبي المماثلة ويجب إثبات العلاقة بين الشيء الإثنوغرافي والشيء الأثري.

## المنهج التاريخي المباشر
إحدى المناهج الشائعة في الاثنواركيولوجيا هي استخدام المنهج التاريخي المباشر. يعتمد هذا النهج على الثقافات الحية التي قد تكون مرتبطة ارتباطًا وثيقًا جغرافيًا أو مكانيًا بالثقافة الأثرية موضع الاهتمام من أجل تشكيل مماثلات يمكن استخدامها لشرح النتائج. يشرح غولد وفريقه كيف ينبغي أن يكون علماء الآثار قادرين على قياس درجة الاختلافات بين الأدوات الموجودة في المواد الإثنوغرافية ولقايا المصنوعات الأثرية  ومع ذلك، في حين أن هذه المنهج قد يكون مفيدًا، فمن المهم ملاحظة أنها لا تأخذ في الاعتبار تغير الثقافة مع مرور الوقت. إن «منهج الثقافية الشعبية» هي المكافئ في العالم القديم لذلك ويمكن استخدام المصطلح بدلاً من المنهج التاريخي المباشر.

## مسائل
يمكن أن توفر الإثنوغرافيا تصورات مفيدة لعلماء الآثار حول كيفية عيش الناس في الماضي، خاصة فيما يتعلق بهياكلهم الاجتماعية ومعتقداتهم الدينية وجوانب أخرى من ثقافتهم. ومع ذلك، لا يزال من غير الواضح كيفية ربط معظم التصورات الناتجة عن هذا البحث الأنثروبولوجي بالتحقيقات الآثارية. ويرجع ذلك إلى عدم تركيز علماء الأنثروبولوجيا على البقايا المادية التي جرت صناعتها والتخلص منها من قبل المجتمعات وكيف تختلف هذه المواد باختلافات في كيفية تنظيم المجتمع.
وقد دفعت هذه المشكلة العامة علماء الآثار إلى القول بأن العمل الأنثروبولوجي ليس مناسبًا للإجابة على المشكلات الآثارية، وبالتالي يجب على الآثاريين القيام بعمل اثنواركيولوجي للإجابة على هذه المشاكل. ركزت هذه الدراسات بشكل أكبر على تصنيع واستخدام والتخلص من الأدوات وغيرها من القطع الأثرية وسعت للإجابة على أسئلة مثل أنواع الأشياء المستخدمة في مستوطنة حية وأين توضع، هل ترمى في المكب أو في أماكن أخرى حيث يمكن تُحفظ، ومدى احتمال التخلص من شيء بالقرب من المكان الذي جرى استخدامه فيه..
هناك مشكلة أخرى غالبًا ما تواجه في الاثنواركيولوجيا وهي احتمال أن يكون لوضع أثري منفرد العديد من المماثلات الممكنة المستمدة منه. في هذه الحالة يتوجب إجراء استبعاد وتضيق الاحتمالات حتى يمكن اكتشاف أفضل ممائلة.